# アブー・アッバース・アフマド2世
アブー・アッバース・アフマド2世（アラビア語: أبو العباس المستنصر, 1329年 - 1394年6月6日）は、ハフス朝のカリフ（在位：1370年 - 1394年）。

## 生涯
アブー・バクル2世の孫。侵攻してきたマリーン朝によってイフリーキヤから追放された後、1357年にクサンティーナでアミールとなった。その後、ベドウィンと都市の有力者を味方につけることによって勢力を回復し、1366年にアンナバから、1370年11月9日にチュニスからアラブ人勢力をそれぞれ駆逐することでハフス朝を再統一することに成功した。